# Andira acuminata
Andira acuminata är en ärtväxtart som beskrevs av George Bentham. Andira acuminata ingår i släktet Andira och familjen ärtväxter. Inga underarter finns listade i Catalogue of Life.